# 充电式电动车辆

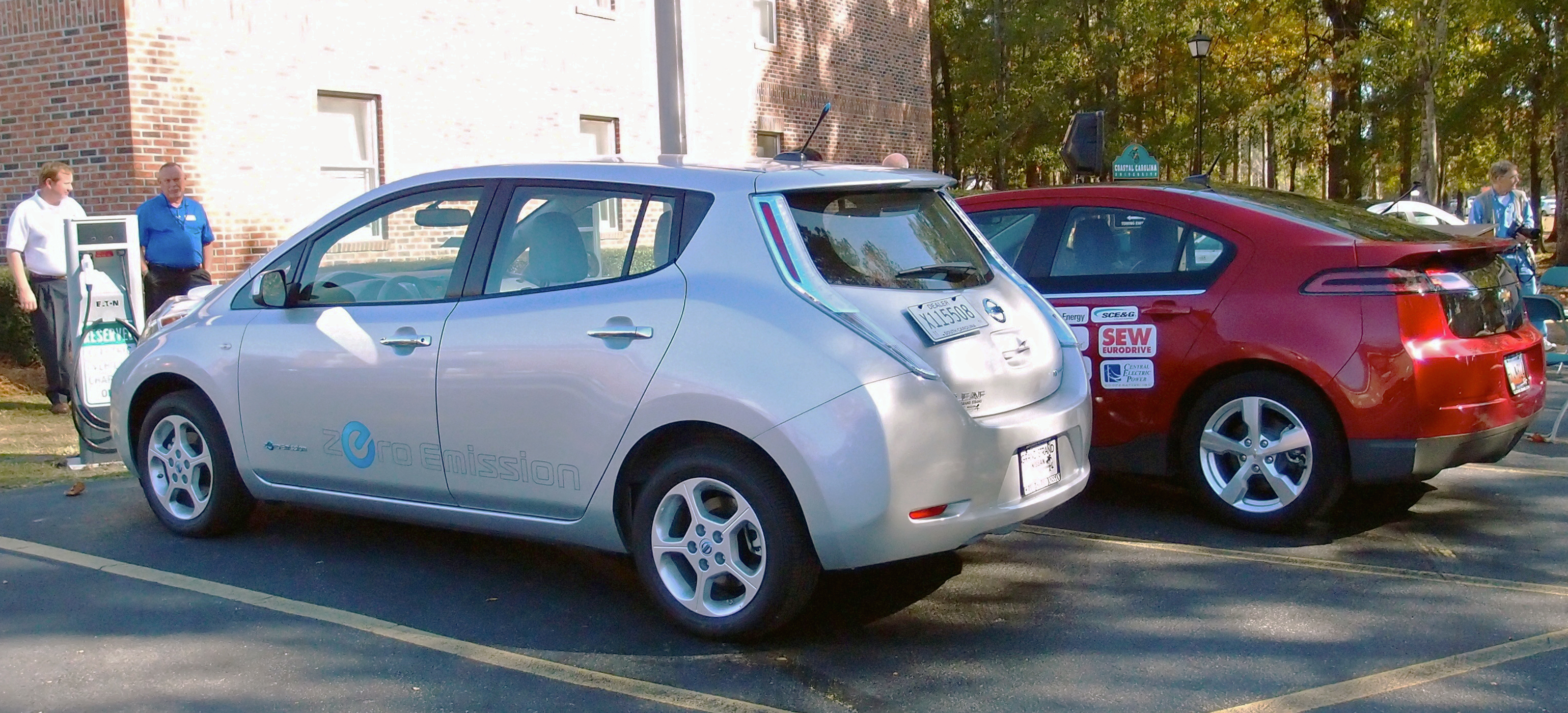
日產聆风纯电动汽车（左）和雪佛兰沃蓝达混合动力汽车（右）

充电式电动车辆也称插入式电动车辆（英語：plug-in electric vehicle），简称插电车辆（PIEV），泛指任何可以通过充电桩/充电器的电缆插入电网或通过其它外界电源（比如外置的柴油发电机）为车载动力电池补充电能来驱动电动机提供出行所需的全部或部分动力的机动车。充电式电动车主要包括纯电动车（BEV）和 插电式混合动力车（PHEV），但不包括传统的油电混动车（HEV）或改良的内燃机汽车（ICEV）。

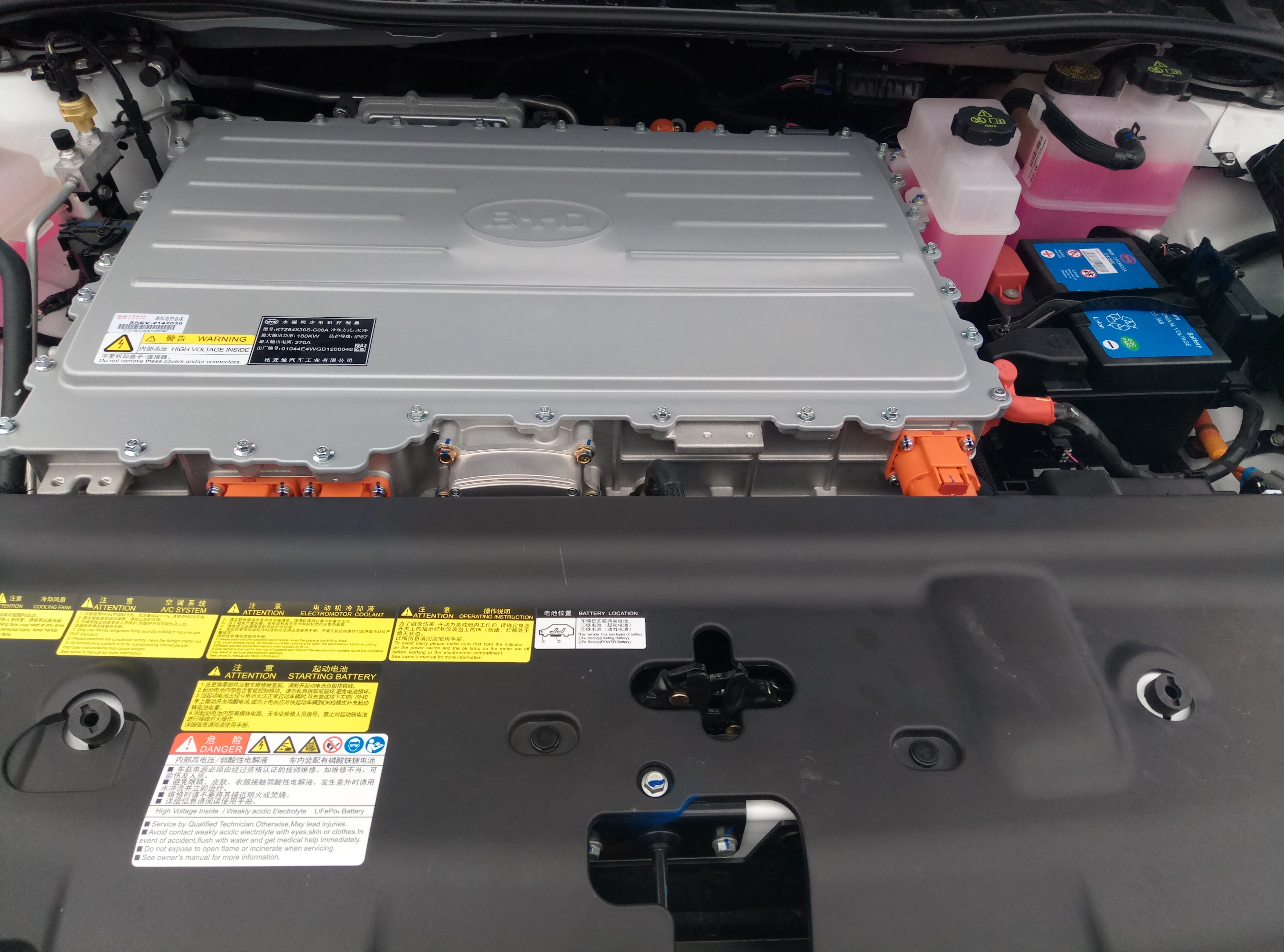
比亞迪E5所用電池組

插电车辆比较依赖目前远不如加油站普及的充电桩基础设施，但相比于传统的内燃机车和油电混动车有很多优势：
- 同等能耗下的性能更高：电动机的能量转换效率可达到九成以上，从本质上就远高于以活塞发动机为基础的内燃机（转换效率仅有约三四成），运行时噪音、振动和废热极低，而且体积和重量也远小于同等功率的内燃机，可以节省大量车体空间和自重让给乘客舱、其它设备（比如电池组和新式机电系统）甚至额外的电动机。而且电动机可以通过调整输入电流来控制输出转速和扭矩，不需要额外配备复杂的变速器和水冷系统，同时可以做到无级变速，加速性能和反应速度也普遍优于同功率的燃油车。许多高性能型号的纯电动车会前后轮分组配备两台电动机，干脆不需要传统的纵轴传动系统，节省出腿部空间让给乘客舱（特别是后座）。一些新型概念车（比如比亚迪的“仰望”系列）甚至会为每个轮子都配备独立的牵引电动机，做到真正意义上的全轮驱动；
- 运行和保养的成本较低：驱动电动车每百公里消耗电能所需的电费在大部分国家都要远低于同距离消耗汽油或柴油的开销，特别是在自然灾害、地缘政治危机或社会动乱造成产油国产能不足或原油供应链被切断引发能源危机的时候。在一些家用太阳能光伏比较普及的地区，电动车的私人运营成本可能会更低。此外，电动车除了发动机和轮胎以外，不需要额外操心齿轮箱和水冷系统的维护和更换（因为没有这些部件），在定期维修时的开销也更低更简单。但
- 未来的普及化潜力更高：虽然插入式电动车需要社区密度较高的充电设施网络才可以保证其经济的长期适用性，而且目前每次充电耗时也较长（除非使用目前仍较为罕见的高功率充电桩），这一点在目前电动车只正式上市经营不过十余年的情况下尚无法与已普及超过一个世纪的燃油车加油站相匹敌，但建造充电桩的成本、材料技术和选址的门槛反过来也远低于加油站。加油站因为其储油库特殊的安全性和工程技术需求，同时需要考虑容纳大型油罐车定期驶入补充燃油库存，因此只能在干道旁便于重型车辆进出的地方建造，占地面积也较大，而且需要在社区开发时就预先规划，一旦建成后也无法随便拆迁改建他用。而充电桩本质上只是一个特制的电源供应器，理论上可以附加在现有电网所覆盖任何区域，除了一次性的安装费用外无需额外的基础设施投资，许多现有的充电桩也只是新连接一条电线后就可以安装在停车场、私人车库甚至街边停车位上。
- 更有利于环境友善：电动车的能源效率远高于燃油车，而且没有怠速消耗，在运行（特别是低速且频繁启停的城市交通）时的能耗也更低。电动机不依赖化石燃料，在运行时也不释放废气和温室气体，因此越偏重使用全电模式，造成环境污染和气候变化的冲击越低，纯电动车和插电混动车在全电动模式下运行时基本上可以做到零排放。此外电网的电能大多是集中在大型发电设施中产生的，即使是火力发电对环境造成的单位碳足迹也远小于同能耗下的燃油车总和，更何况电力可以通过使用其它可再生能源产生（比如风力发电、水力发电、太阳能发电、核电和潮汐发电等），电动车普遍配有的再生制动设计也可以在运行中回收动能进一步降低电能消耗。

截至2021年12月，中国的插电车保有量为780万辆，占全球插电车保有量的47.5%，位居世界榜首；欧洲排名第二，约有550万辆，占全球存量约33.5%；美国约200万辆，占全球存量约12%；其他国家一共占全球存量约7%。近年来，插电车辆的保有量快速增加，从2016年的200万增长到2021年的1600万，2021年全球汽车销量的近10%是插电车辆，是2019年市场份额的四倍。但在中国以外的发展中国家，插电车的销量依然很低，比如在巴西、印度和印度尼西亚2021年的汽车销量中，电动车只占不到0.5%。政府补贴是电动车数量增长的一大原因，部分国家和政府制定了税收抵免、补贴、和其他鼓励机制，以鼓励消费者购买插电车辆。2021年，电动汽车补贴的公共支出相较2020年几乎增长了一倍，达到近300亿美元。

## 专用术语

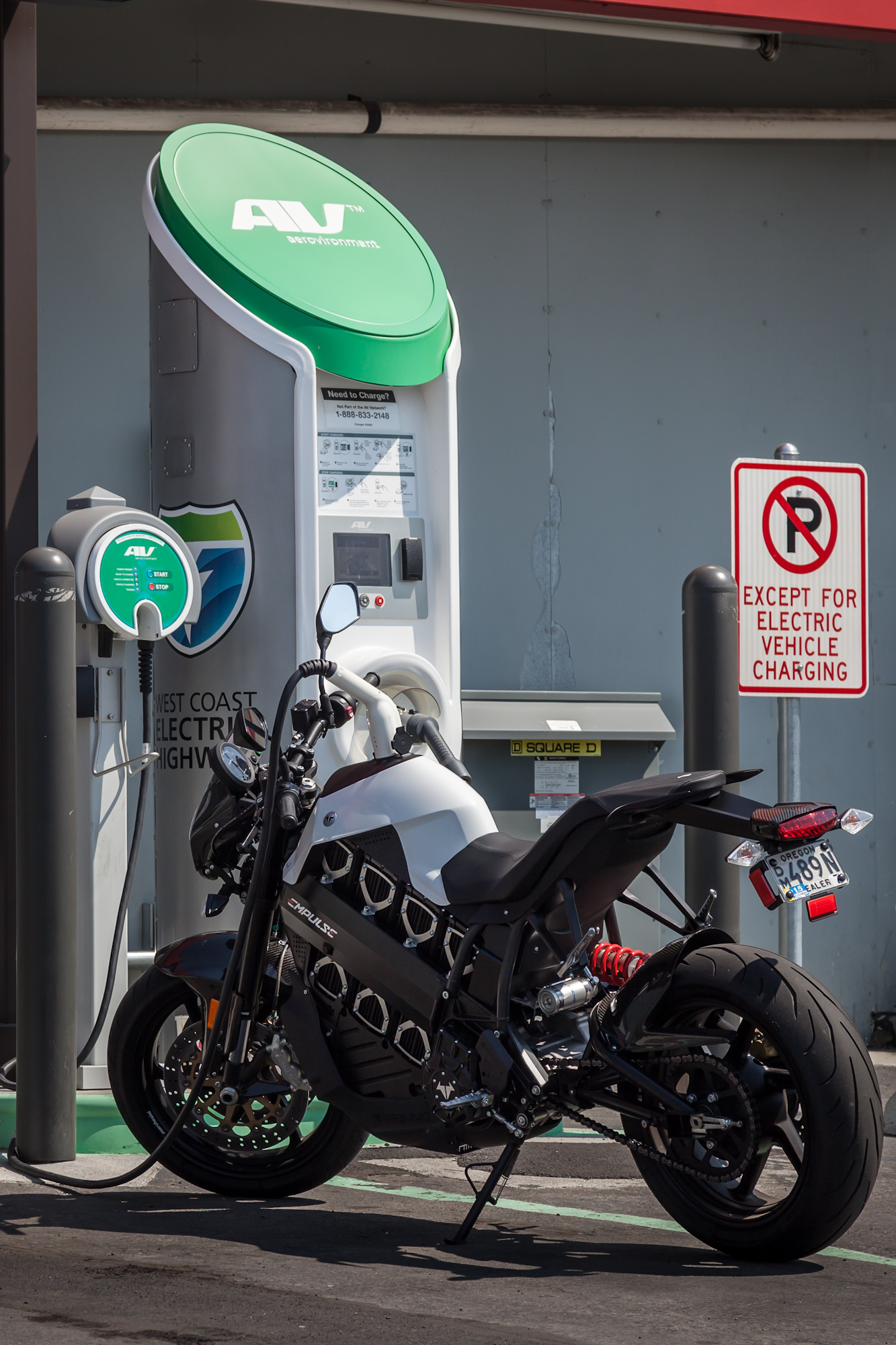
Brammo Empulse型电动摩托车在充电站旁。

### 充电式电动车辆
充电式电动车辆是任何可以由电网充电的机动车。车载电池提供车辆运行所需的全部或部分动力。充电式电动车辆有时也被称为电网支持车辆（grid-enabled vehicles, GEV）或者电动可充电车辆（electrically chargeable vehicles）。
充电式电动车辆是电动车辆的其中一种，包括了纯电动车辆（battery electric vehicles, BEVs）、充电式混合动力车辆（plug-in hybrid vehicles, PHEVs）、经过改良的混合动力车辆（hybrid electric vehicles, HEVs）或内燃机车辆（internal combustion engine vehicles）。虽然传统的混合动力车辆带有可以通过内燃机和再生制动充电的电池，它们不能通过外界电源充电，所以不属于充电式电动车辆。
“充电式电动车辆”（plug-in electric drive vehicle）这个词被用在美国联邦立法里去称呼可以接受税收抵免的车辆类型（根据车辆的电池大小和纯电模式下的里程）。在一些欧洲国家，特别是法国，“可充电车辆”（electrically chargeable veicle）是正式用来称呼可以接受这些鼓励机制的车辆类型。虽然“充电式电动车辆”这个词一般指汽车或者充电式汽车，它还包括其他类型的充电式车辆，包括速克达、摩托车、邻里电动车或迷你车、都市车、面包车、轻型卡车或轻型商用车、公共汽车、货车、军用车辆。

### 纯电动车辆
纯电动车辆只使用储存在可充电电池里的能量作为动力。它们用电动机和电机控制器来替代内燃机提供动力。
当充电式混合动力车辆在消耗電量模式（charge-depleting mode）下运行时就相当于纯电动车辆，但当它的电量达到最低限度的时候，它就耗尽了它纯电模式下的里程，并会转到保持电量模式（charge-sustaining mode）。

### 充电式混合动力车辆
充电式混合动力车辆（或插电式混合动力车辆）是一种可以通过外界电源充电的混合动力车型。充电式混合动力车型包含了传统混合动力车型和纯电动车型的特点：使用了汽油发动机和电动机来提供动力，但是它有更大的可充电的电池组，这样使得它可以在纯电动模式下运行更久。

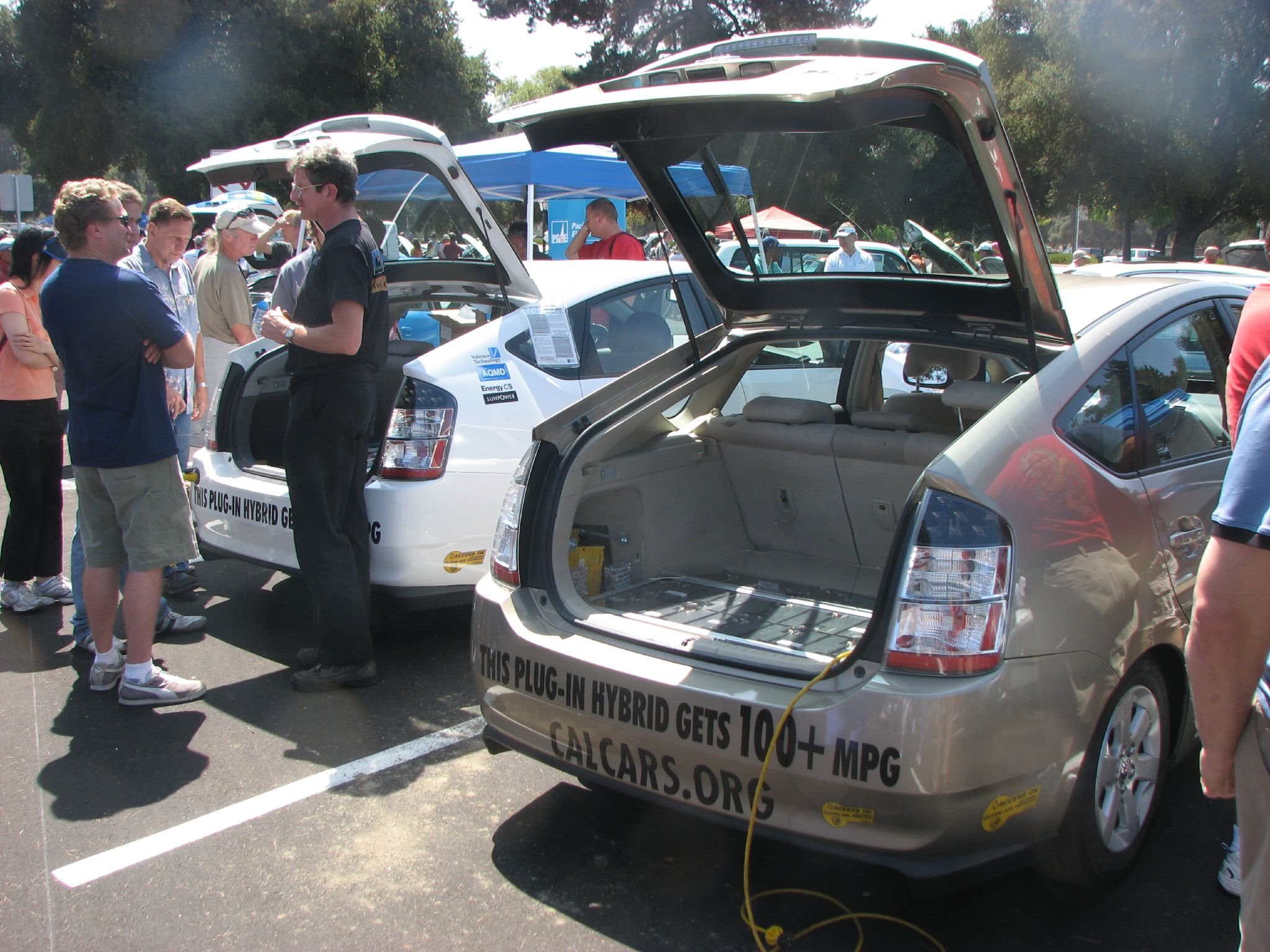
经过改造后的丰田普锐斯混合动力汽车

### 售后改造
售后电动改造是把传统内燃机车辆或者混合动力车辆改成使用电力驱动，使他们变成纯电动车辆或者充电式混合电力车辆。
在美国有一些公司提供改造服务。最常见的是把混合动力车辆改成充电式混合动力车辆。但是由于不同汽车制造厂商使用的技术不同，最容易改造的是2004-2009的丰田普锐斯和福特翼虎（Ford Escape Hybrid/Mercury Mariner Hybrid）。

### 新能源车
在中国，新能源车指那些部分或全部使用电力驱动的汽车，比如纯电动车或充电式混合车辆。中国政府在2009年开始新能源汽车项目来扶持新能源汽车的发展。

## 优点

### 低运行和保养成本
内燃机在把燃料转化成动力方面效率比较低，因为大部分能量在引擎空闲时被转化成热量浪费了。电动机在这方面效率比较高。电力驱动车辆在停止和滑行时不需要消耗能量，并且大多数充电式汽车可以通过再生制动技术回收最多五分之一的那些在正常情况下刹车消耗的能量。一般来说，传统使用汽油的引擎只把燃料中15%的能量转化成了动力或者用来给配件提供能量，柴油发动机可以达到20%的效率，但是电力驱动汽车一般可以达到80%的效率。

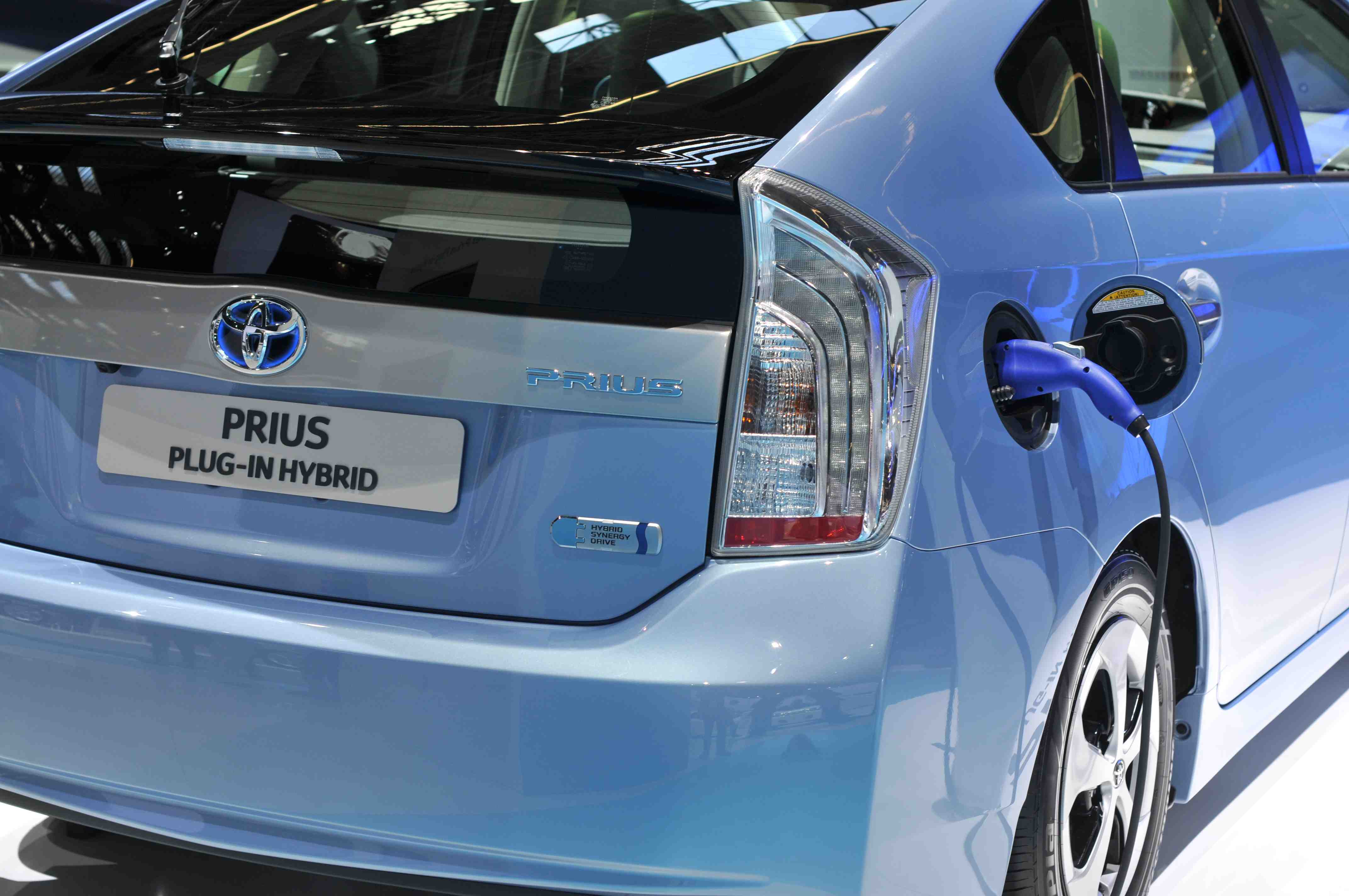
在全电动模式下，丰田普锐斯混合动力汽车的运行成本在美国大概在每英里.

在美国，截至2010年初，全国的平均用电价格是每千瓦时0.10美元，在全电模式下的混合动力车辆的运行成本大概是每英里0.02美元到0.04美元，而正常汽车的成本大概是0.08美元到0.20美元之间（假设油价是每加仑3.00美元）。考虑到未来原油价钱的增长（由于石油产量的下降和世界需求的增长），充电式车辆在成本方面的优势会更加明显。
根据消费者报告，截至2011年12月，日产聆风的成本是每英里3.5美分，而雪佛兰沃蓝达的是每英里3.8美分。沃蓝达比聆风的成本高是因为它比较重。这些数字是根据实际测量的能量消耗和美国每千瓦时11美分的电费估计出来的。当沃蓝达在里程扩展模式（range-extended mode）下（使用汽油引擎）时，它的运行成本是每英里12.5美分。根据这个杂志的测试，前四名最省油的以汽油驱动的车辆是：丰田普锐斯（每英里8.6美分）、本田思域混合动力型（每英里9.5美分）、丰田花冠（每英里11.9美分）、现代伊兰特（每英里13.1美分）。分析发现在100英里以内行驶，沃蓝达比其他四辆车都省钱，因为它有35英里的里程使用电力。这些成本不包括维修、贬值及其他花销。
跟传统内燃机车型相比，全电力和混合动力车型的维护成本也比较低，因为电力系统比机械系统更少发生问题，并且车里越少机械系统存在，车辆使用更持久，由于更好的利用了电动机。充电式车辆不需要更换机油之类的维护检查。